# 3 lbs.
3 lbs. est une série télévisée américaine en huit épisodes de 42 minutes créée par Peter Ocko dont seulement trois épisodes ont été diffusés du 14 au 28 novembre 2006 sur le réseau CBS,. Les cinq épisodes restants ont été diffusés à l'automne 2008 sur Universal HD.
Cette série est inédite dans tous les pays francophones.

## Fiche technique
- Titre : 3 lbs.
- Créateur : Peter Ocko (en)
- Pays d'origine : États-Unis
- Genre : drame

## Distribution

### Acteurs principaux
- Stanley Tucci : Dr Douglas Hanson
- Mark Feuerstein : Dr Jonathan Seger
- Indira Varma : Dr Adrianne Holland
- Armando Riesco (en) : Dr Tom Flores

### Acteurs récurrents et invités
- Ken Wharton : Administrateur de l'hôpital
- Zabryna Guevara : Melania Ortiz (6 épisodes)
- Addison Timlin : Charlotte Hanson (3 épisodes)
- Cynthia Nixon : Dr Karin Hanson (3 épisodes)
- Griffin Dunne : Dr Jerry Cole (2 épisodes)
- Max Arciniega : Jose (2 épisodes)
- Dylan McDermott : Dr Douglas Hanson (1 épisode)
- Reiko Aylesworth : Dr Adrienne Holland (1 épisode)
- Juliette Goglia : Erica Linden (1 épisode)
- Jessica Hecht : Rebecca Ellis (1 épisode)
- Michael O'Neill : James Wills (1 épisode)
- Julia Campbell : Roberta Mack (1 épisode)
- Toks Olagundoye : Mary (1 épisode)
- Benjamin Walker : Nick Ross (1 épisode)
- Nick Offerman : Dr Coffey (1 épisode)
- James McCaffrey : Eric Linden (1 épisode)
- Cristin Milioti : Megan Rafferty (1 épisode)
- Tamara Taylor : Della (1 épisode)
- Maggie Siff : Lisa Ketchum (1 épisode)
- Celia Weston : Tilly Bates (1 épisode)
- Madeline Zima : Cassie Mack (1 épisode)
- Gloria Garayua : Lucy Canet (1 épisode)
- Justin Bruening : Entraineur personnel (1 épisode)
- Frances de la Tour : Dr Haliday (1 épisode)
- Holley Fain : Rachel (1 épisode)
- Anna George : Dr Helen Clark (1 épisode)
- Marc John Jefferies : Adam (1 épisode)
- Wrenn Schmidt : Étudiante (1 épisode)
- Lorraine Toussaint : Della (1 épisode)

## Commentaire
Le titre fait référence au poids approximatif du cerveau humain, soit 3 livres.